# Acrochaetiales
Acrochaetiales Feldmann, 1953, segundo o sistema de classificação de Hwan Su Yoon et al. (2006), é nome botânico de uma ordem de algas vermelhas pluricelulares da classe Florideophyceae, subfilo Rhodophytina.

## Táxons inferiores
Família: Acrochaetiaceae Fritsch ex W.R. Taylor, 1957
Gêneros: Acrochaetium, Audouinella, Grania, Rhodochorton, Schmitziella
- O sistema de classificação de Saunders e Hommersand (2004) incluiu esta ordem na subclasse Nemaliophycidae, classe Florideophyceae, subfilo Eurhodophytina.
- O sistema sintetizado de R.E. Lee (2008 adicionou esta ordem classe Rhodophytina, filo Rhodophyta.